# Gasthaus Pilling

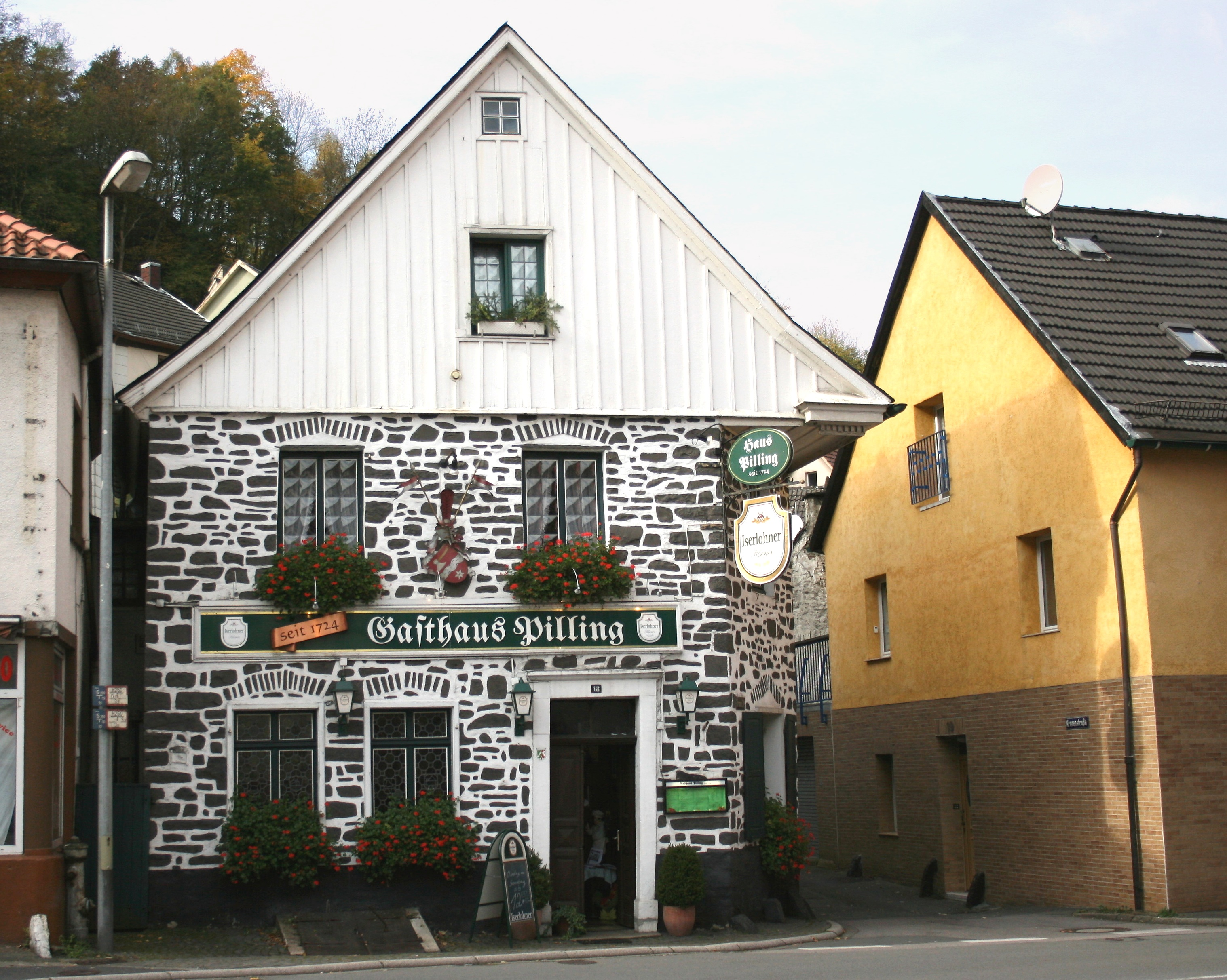
Gasthaus Pilling

Das Gasthaus Pilling ist die älteste Gaststätte im Märkischen Kreis in Altena. Der erste Bierausschank fand im Jahr 1724 statt.
Es ist ein gastronomischer Familienbetrieb, gutbürgerliche Küche, mit etwas Hotelbetrieb. Das Gebäude liegt am Fuße der Burg Altena.

## Geschichte
Das Gebäude im Nettetal wurde aus Bruchsteinen errichtet, 1724 fand der erste Bierausschank statt. Johann Hermann zu Pillingsen († 1769) und sein Sohn Heinrich sind die ersten bezeugten Gastwirte.
Von Caspar Heinrichs Sohn wurde dem Gasthaus eine Bäckerei angeschlossen, die aber in der nächsten Familiengeneration wieder aufgegeben wurde. Um 1870 war Gastwirt des Hauses Wilhelm Pilling, der 1873 zusammen mit dem Schmied Ludwig Lüling das Unternehmen W. Pilling & Co. gründete. Der Altenaer Ratsherr Wilhelm Pilling (1881–1930) war der in der Familiengeschichte folgende Gastwirt. Dessen Ehefrau Paula geb. Mühlhoff (* 1889) führte nach seinem Tod im Jahr 1930 die Gaststätte fort.
Gegen Ende des 19. Jahrhunderts, Anfang des 20. Jahrhunderts war das Gasthaus Treffpunkt für Drahtzieher und Reidemeister. Es war auch Versammlungsstätte für örtliche Vereine, wie beispielsweise den Gardeverein und den Männergesangverein „Liederkranz“. Von 1905 bis 1909 fanden die Stiftungsfeste des Landwehrgesangvereins ebenfalls im Gasthaus Pilling statt. Die 1865 gegründete „Abendgesellschaft auf dem Trott“ nutzte auch die Räume des Gasthauses.
Letzte Gastwirtin in Familientradition war Anneliese Pilling (1915–1982), die das Gasthaus 1955 von ihrer Mutter Paula geb. Mühlhoff (* 1889) übernommen hatte. Nach dem Tod von Anneliese Pilling, mit der die letzte Angehörige der alten Wirte-Dynastie starb, führte ihr Ehemann Karl-Heinz, der den Namen seiner Frau angenommen hatte, die Traditionsgaststätte noch einige Zeit lang weiter, bis er sie aus finanziellen Gründen verkaufte. Seit 1996 wird das Haus in Anknüpfung an seine alte Tradition von der Familie Brillert bewirtschaftet.
Heute steht das Gebäude unter Denkmalschutz.